# Rana zhengi
Espèce
Statut de conservation UICN

 DD  : Données insuffisantes
Rana zhengi est une espèce d'amphibiens de la famille des Ranidae.

## Répartition
Cette espèce est endémique de la province de Sichuan en République populaire de Chine. Elle n'a été rencontrée pour l'instant qu'aux environs de Zhangcun, un village du xian de Hongya à environ 1 300 m d'altitude,. 

## Étymologie
Cette espèce est nommée en l'honneur de Ming-quan Zheng.

## Publication originale
- Zhao, 1999 : Diagnoses of a new frog and a new snake from China. Sichuan Journal of Zoology, vol. 18, no 3 (texte intégral).